# Contea di Caldwell (Kentucky)
La contea di Caldwell in inglese Caldwell County è una contea dello Stato del Kentucky, negli Stati Uniti. La popolazione al censimento del 2000 era di 13 060 abitanti. Il capoluogo di contea è Princeton